# Noel Loban
Noel Loban (Budapest, Hungría, 29 de abril de 1957) es un deportista británico de origen húngaro retirado especialista en lucha libre olímpica donde llegó a ser medallista de bronce olímpico en Los Ángeles 1984.

## Carrera deportiva
En los Juegos Olímpicos de 1984 celebrados en Los Ángeles ganó la medalla de bronce en lucha libre olímpica de pesos de hasta 90 kg, tras el luchador estadounidense Edward Banach (oro) y el japonés Akira Ota (plata).